# Melissa
Melissa là một chi thực vật có hoa trong họ Hoa môi (Lamiaceae).

## Loài
Chi Melissa gồm các loài:

## Hình ảnh

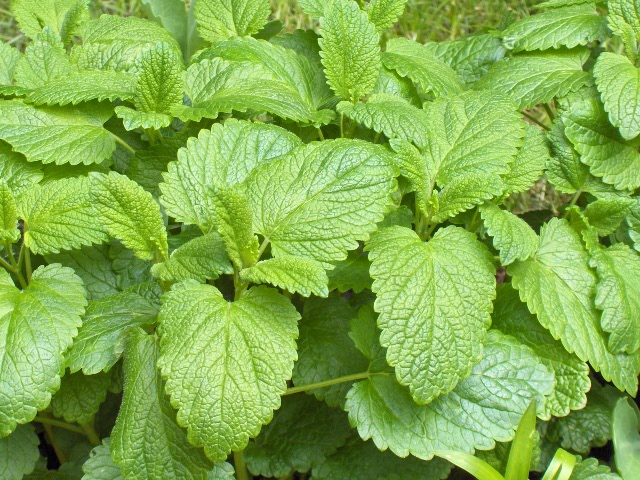
Tía tô đất
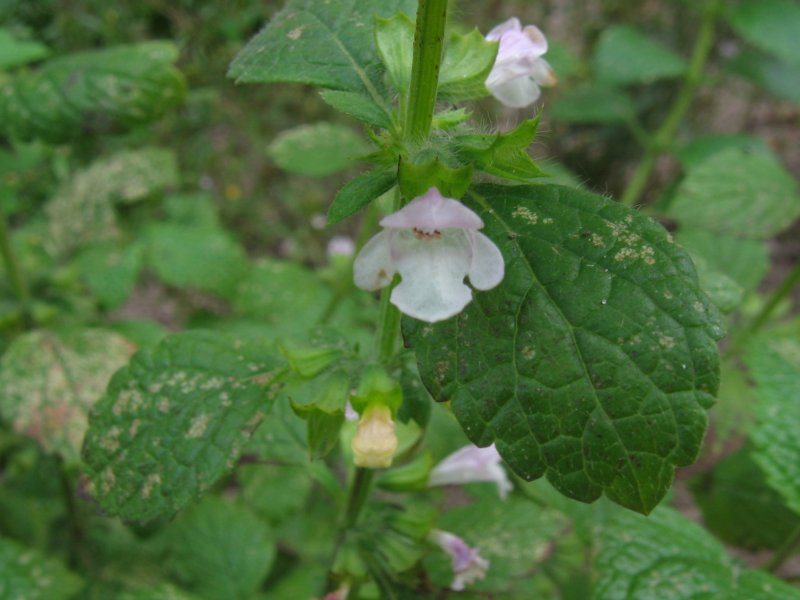